# Planteskolegartner
Planteskolegartnere er faglærte medarbejdere i planteskoler eller plantehandler. De fremstiller og sælger de planter, som bliver brugt til nytte og pryd  frugtplantager, læhegn, skove, det åbne landskab, offentlige anlæg, parker, haver osv.
Uddannelsen varer 3 år og 10 måneder, og den er en "vekseluddannelse" med skiftevis ophold i praktikvirksomheden og på teknisk skole. Uddannelsen slutter med aflevering og bedømmelse af et større projekt. 
Arbejdet foregår for det meste i det fri og i al slags vejr, men der kan indgås afspadseringsaftaler mellem virksomheden og de ansatte, sådan at sæsonens overarbejde afvikles i vinterperioden.
Planteskolegartnere finder ofte arbejde uden for de virksomheder, uddannelsen retter sig imod. Kirkegårde, parker, anlægsgartnervirksomheder og entreprenører aftager en hel del af de uddannede planteskolegartnere.